# 아비가일 알데레떼
아비가일 아이노암 알데레테 칸시안(스페인어: Abigail Ahinoam Alderete Cancian, 1987년 3월 20일 ~ )은 아비가일 알데레떼(Abigail Alderete)로 잘 알려진 파라과이 출신의 방송인이자 뮤지컬 배우로, 대한민국에서 활동중이며 종교는 개신교이다. 2005년 대한민국에 한서대학교로 유학을 왔다. 2007년 KBS 프로그램 《미녀들의 수다》 패널로 등장해 지명도를 높였으며, 《비교체험 여행기 그곳에서 살아보기》 등의 TV 프로그램에 출연했다. 그녀의 종교는 개신교이다.

## 성장 과정
아비가일은 1987년 3월 20일 파라과이의 수도 아순시온에서 태어났다. 어머니는 10세 때부터 한국어 공부를 했으며, 한국인 유학생들을 대상으로 스페인어를 가르치는 강사라고 한다. 2005년 대한민국에 한서대학교로 유학을 왔다. 아비가일의 세 이모가 모두 한국 사람과 결혼하여, 어머니와 이모로부터 한국에 대해 관심이 많았다고 한다. 2007년 9월 17일 방송된 《미녀들의 수다》에서 아비가일은 "자신의 외할아버지는 이탈리아 출신인데, 마피아"라고 밝혔다.

## 방송
- 《미녀들의 수다》
- 《비교체험 여행기 그곳에서 살아보기》
- 《섬마을 쌤》
- 《헬로 코리아》
- 《특집 체험! 문화유산원정대》
- 《청춘불패 2》 - 게스트
- 《어서와~ 한국은 처음이지?
- 《골 때리는 그녀들》fc월드클라쓰

## 홍보대사
- 2007년 법무부 홍보대사
- 2010년 제7회 서울국제푸드앤테이블웨어 박람회 홍보대사